# Liga ACT 2015
La temporada 2015 de la Liga ACT (conocida como Liga San Miguel por motivos de patrocinio) es la decimotercera edición de la competición de traineras organizada por la Asociación de Clubes de Traineras. Compitieron 12 equipos encuadrados en un único grupo. La temporada regular comenzó el 28 de junio en Málaga y terminó el 30 de agosto en Ciérvana (Vizcaya). Posteriormente, se disputaron los play-off para el descenso a la Liga ARC o a la Liga LGT.

## Sistema de competición
La competición consta de tres tipos de regatas:
- Regatas puntuables: computan para la clasificación de la liga y todos los clubes deben participar en ellas.
- Regatas no puntuables: no computan para la clasificación de la liga y los clubes pueden no participar en ellas mediando causa justificada. En la temporada 2015, no hubo regatas de este tipo.
- Regatas de play-off: se disputan 2 regatas en la que participan el clasificado en undécimo lugar antes de las dos últimas regatas y dos representantes de la Liga ARC y otros dos de la LGT. El clasificado en último lugar desciende directamente.

En esta edición se disputaron 19 banderas durante la temporada regular y dos regatas de play-off. Todos los integrantes de la Liga ACT disputan las regatas puntuables excepto las dos últimas ya que éstas coinciden con el desarrollo de los play-off. En estas dos últimas regatas no participan los siguientes clasificados después de la decimoséptima regata: los clasificados en los puestos noveno y décimo; el penúltimo clasificado ya que rema en la tanda de los play-off y el último, que desciende directamente a las ligas ARC o LGT. Por tanto, estas dos últimas banderas solo las disputan los ocho primeros clasificados tras la disputa de las 17 primeras regatas.

## Calendario

### Temporada regular
Las siguientes regatas tuvieron lugar en 2015.
| Orden | Regata                                                     | Fecha            | Hora  | Localidad           | Provincia  |
| ----- | ---------------------------------------------------------- | ---------------- | ----- | ------------------- | ---------- |
| 1     | III Bandera Euskadi Basque Country                         | 28 de junio      | 12:00 | Málaga              | Málaga     |
| 2     | III Bandera Nauta Sangenjo                                 | 4 de julio       | 18:00 | Sangenjo            | Pontevedra |
| 3     | XXXIII Bandera Concejo de Moaña - V Gran Premio Fandicosta | 5 de julio       | 12:00 | Moaña               | Pontevedra |
| 4     | III Bandera La Caixa                                       | 11 de julio      | 18:00 | Pasajes de San Juan | Guipúzcoa  |
| 5     | IV Bandera Eusko Label                                     | 12 de julio      | 12:00 | San Sebastián       | Guipúzcoa  |
| 6     | XXV Bandera de Orio                                        | 18 de julio      | 17:30 | Orio                | Guipúzcoa  |
| 7     | VII Bandera Ambilamp                                       | 19 de julio      | 12:00 | Portugalete         | Vizcaya    |
| 8     | III Bandera Playas de Noja                                 | 25 de julio      | 18:00 | Noja                | Cantabria  |
| 9     | XXXVII Bandera de Guecho                                   | 26 de julio      | 12:00 | Guecho              | Vizcaya    |
| 10    | Bandera Isla de San Bartolomé - Concejo de Moaña           | 8 de agosto      | 18:00 | Moaña               | Pontevedra |
| 11    | XXV Bandera Concejo de Boiro                               | 9 de agosto      | 12:00 | Boiro               | La Coruña  |
| 12    | XXXVIII Bandera de Zarauz (jornada 1)                      | 15 de agosto     | 18:00 | Zarauz              | Guipúzcoa  |
| 13    | XXXVIII Bandera de Zarauz (jornada 2)                      | 16 de agosto     | 12:00 | Zarauz              | Guipúzcoa  |
| 14    | XXVIII Bandera de Fuenterrabía - Gran Premio Mapfre        | 22 de agosto     | 18:00 | Fuenterrabía        | Guipúzcoa  |
| 15    | XXXIV Bandera Noble Villa de Portugalete                   | 23 de agosto     | 12:00 | Portugalete         | Vizcaya    |
| 16    | VI Bandera de Bilbao                                       | 29 de agosto     | 18:00 | Bilbao              | Vizcaya    |
| 17    | XXXII Bandera Petronor                                     | 30 de agosto     | 12:00 | Ciérvana            | Vizcaya    |
| 18    | XXXIII Bandera Villa de Bermeo                             | 19 de septiembre | 18:00 | Bermeo              | Vizcaya    |
| 19    | XLI Bandera El Corte Inglés                                | 20 de septiembre | 12:00 | Portugalete         | Vizcaya    |

### Play-off de ascenso a Liga ACT
| Orden | Regata      | Fecha            | Hora  | Provincia |
| ----- | ----------- | ---------------- | ----- | --------- |
| 1     | Bermeo      | 19 de septiembre | 16:30 | Vizcaya   |
| 2     | Portugalete | 20 de septiembre | 12:00 | Vizcaya   |

## Traineras participantes
| Equipo                    | Nombre de la Trainera                    | Localidad     | Provincia  |
| ------------------------- | ---------------------------------------- | ------------- | ---------- |
| Cabo da Cruz              | Archivo:Solid Solid red.svg Cabo da Cruz | Boiro         | La Coruña  |
| Tirán Pereira             | Ruly                                     | Tirán (Moaña) | Pontevedra |
| Samertolameu-Rodman Group | Meira Mar                                | Meira (Moaña) | Pontevedra |
| Astillero                 | San José XIV                             | El Astillero  | Cantabria  |
| Zierbena-Bahías Vizcaya   | Zierbena                                 | Ciérvana      | Vizcaya    |
| Portugalete-Grupo Eulen   | Jarrillera                               | Portugalete   | Vizcaya    |
| Kaiku-Producha            | Bizkaitarra                              | Sestao        | Vizcaya    |
| Urdaibai-Avia             | Bou Bizkaia                              | Bermeo        | Vizcaya    |
| Orio-Babyauto             | Txiki                                    | Orio          | Guipúzcoa  |
| San Pedro-Ecolmare        | Libia                                    | Pasajes       | Guipúzcoa  |
| San Juan-Iberdrola        | San Juan                                 | Pasajes       | Guipúzcoa  |
| Hondarribia-NT2           | Ama Guadalupekoa                         | Fuenterrabía  | Guipúzcoa  |

 Los clubes participantes están ordenados geográficamente, de oeste a este 

### Equipos por provincia
| Provincia  | N. | Equipos                                                                         |
| ---------- | -- | ------------------------------------------------------------------------------- |
| Guipúzcoa  | 4  | Hondarribia-NT2, Orio-Babyauto, San Juan-Iberdrola, San Pedro-Ecolmare          |
| Vizcaya    | 4  | Kaiku-Producha, Portugalete-Grupo Eulen, Urdaibai-Avia, Zierbena-Bahías Vizcaya |
| Pontevedra | 2  | Samertolameu-Rodman Group, Tirán Pereira                                        |
| Cantabria  | 1  | Astillero                                                                       |
| La Coruña  | 1  | Cabo da Cruz                                                                    |

### Ascensos y descensos
| Pos. | Ascendido de ligas LGT 2014 |
| ---- | --------------------------- |
| 1.º  | Samertolameu                |

| Pos. | Descendido a liga ARC 2015 |
| ---- | -------------------------- |
| 12.º | Pedreña                    |

     Ascenso después de play-off.

     Descenso directo ordinario.

     Descenso después de play-off.

     Descenso administrativo o desaparición.

## Clasificación

### Temporada regular
A continuación se recoge la clasificación en cada una de las regatas disputadas.
Los puntos se reparten entre los doce participantes en cada regata.
| Posición | 1.º | 2.º | 3.º | 4.º | 5.º | 6.º | 7.º | 8.º | 9.º | 10.º | 11.º | 12.º |
| Puntos   | 12  | 11  | 10  | 9   | 8   | 7   | 6   | 5   | 4   | 3    | 2    | 1    |

| Pos. | Club                      | Trainera                                 | 1 MAL | 2 SAN | 3 MOA | 4 CAI | 5 LAB | 6 ORI | 7 AMB | 8 NOJ | 9 GUE | 10 BAR | 11 BOI | 12 ZA1 | 13 ZA2 | 14 FUE | 15 POR | 16 BIL | 17 PET | 18 BER | 19 ING | Puntos |
| ---- | ------------------------- | ---------------------------------------- | ----- | ----- | ----- | ----- | ----- | ----- | ----- | ----- | ----- | ------ | ------ | ------ | ------ | ------ | ------ | ------ | ------ | ------ | ------ | ------ |
| 1    | Hondarribia-NT2           | Ama Guadalupekoa                         | 1     | 1     | 2     | 1     | 3     | 1     | 1     | 5     | 1     | 2      | 1      | 1      | 1      | 1      | 1      | 1      | 2      | 1      | 3      | 217    |
| 2    | Urdaibai-Avia             | Bou Bizkaia                              | 2     | 9     | 1     | 2     | 2     | 4     | 2     | 1     | 4     | 3      | 2      | 2      | 3      | 2      | 2      | 2      | 1      | 3      | 2      | 198    |
| 3    | Orio-Babyauto             | Txiki                                    | 3     | 6     | 9     | 3     | 1     | 3     | 8     | 4     | 2     | 1      | 3      | 4      | 4      | 3      | 7      | 3      | 3      | 2      | 4      | 174    |
| 4    | Kaiku-Producha            | Bizkaitarra                              | 4     | 8     | 8     | 7     | 7     | 2     | 5     | 3     | 5     | 5      | 4      | 3      | 2      | 4      | 8      | 4      | 7      | 6      | 1      | 154    |
| 5    | San Juan-Iberdrola        | Erreka                                   | 5     | 3     | 10    | 6     | 6     | 7     | 3     | 2     | 7     | 4      | 5      | 5      | 7      | 6      | 10     | 9      | 4      | 4      | 6      | 138    |
| 6    | Cabo da Cruz              | Archivo:Solid Solid red.svg Cabo da Cruz | 6     | 2     | 6     | 5     | 5     | 9     | 9     | 8     | 3     | 9      | 6      | 6      | 6      | 5      | 5      | 7      | 5      | 8      | 5      | 132    |
| 7    | Tirán Pereira             | Pereira                                  | 7     | 4     | 4     | 4     | 4     | 6     | 7     | 7     | 8     | 6      | 8      | 7      | 5      | 7      | 3      | 6      | DSQ    | 5      | 7      | 129    |
| 8    | San Pedro-Ecolmare        | Libia                                    | 9     | 7     | 3     | 8     | 8     | 5     | 4     | 6     | 6     | 7      | 7      | 8      | 9      | 8      | 4      | 5      | 8      | 7      | 8      | 120    |
| 9    | Astillero                 | San Jose XIV                             | 8     | 5     | 5     | 9     | 10    | 8     | 6     | 10    | 9     | 11     | 9      | 11     | 10     | 9      | 9      | 11     | 6      | DNP    | DNP    | 75     |
| 10   | Zierbena-Bahías Vizcaya   | Zierbena                                 | 11    | 10    | 7     | 10    | 9     | 10    | 10    | 9     | 10    | 8      | 10     | 9      | 8      | 12     | 6      | 10     | 10     | DNP    | DNP    | 62     |
| 11   | Portugalete-Grupo Eulen   | Jarrillera                               | 10    | 11    | 11    | 11    | 11    | 11    | 11    | 12    | 11    | 12     | 11     | 10     | 11     | 10     | 11     | 8      | 9      | DNP    | DNP    | 40     |
| 12   | Samertolameu-Rodman Group | A Terca                                  | 12    | 12    | 12    | 12    | 12    | 12    | 12    | 11    | 12    | 10     | 12     | 12     | 12     | 11     | 12     | 12     | 11     | DNP    | DNP    | 22     |

| Color     | Resultado                        |
| --------- | -------------------------------- |
| Oro       | Ganador                          |
| Plata     | Segundo                          |
| Bronce    | Tercero                          |
| Verde     | Puntuó                           |
| Negro     | DSQ - Descalificado              |
| Sin color | DNP - Inscrito pero no participó |

### Play-off de ascenso a Liga ACT
Los puntos se reparten entre los cuatro participantes en cada regata.
| Posición | 1.º | 2.º | 3.º | 4.º |
| Puntos   | 4   | 3   | 2   | 1   |

| Pos. | Club                             | Trainera   | 1 BER | 2 POR | Puntos |
| ---- | -------------------------------- | ---------- | ----- | ----- | ------ |
| 1    | Zumaia                           | Telmo Deun | 1     | 1     | 8      |
| 2    | Portugalete-Eulen                | Jarrillera | 3     | 2     | 5      |
| 3    | Getaria-Indaux-Viveros San Antón | Esperantza | 2     | 3     | 5      |
| 4    | Mugardos                         | Bestarruza | 4     | 4     | 2      |

| Color  | Resultado |
| ------ | --------- |
| Oro    | Ganador   |
| Plata  | Segundo   |
| Bronce | Tercero   |
| Verde  | Puntuó    |